# إلسي هايبيرغ
إلسي هايبيرغ (بالبوكمول: Else Heiberg) هي ممثلة نرويجية، ولدت في 5 نوفمبر 1910، وتوفيت في 25 نوفمبر 1972.

## وصلات خارجية
- إلسي هايبيرغ على موقع IMDb (الإنجليزية)
- إلسي هايبيرغ على موقع قاعدة بيانات الفيلم (الإنجليزية)